# Rhyl
Rhyl (Welsh: Y Rhyl) is een klein stadje (town) aan de Ierse Zee, in het noorden van Wales. Het is gelegen in het bestuurlijke graafschap Denbighshire en in het ceremoniële behouden graafschap Clwyd, en tevens aan de mond van de rivier de Clwyd.
Na de Tweede Wereldoorlog emigreerden veel inwoners van Manchester en Liverpool naar Rhyl en hadden op die manier een grote invloed op het stadje en de directe omgeving. In Rhyl wonen anno 2005 zo'n 27.000 inwoners.
Rhyl FC is een van de meest succesvolle voetbalteams in de League of Wales, die ze in het seizoen 2003/2004 wisten te winnen, evenals de Welsh FA Cup en de Welsh League Cup. Tevens bereikten ze de finale in de Welsh Premier Cup, die verloren ging.

## Toeristische attracties
Het bekendste monument in Rhyl was de Rhyl Pavilion, een mooi gedecoreerd gebouw met vijf halve bollen, dat in de jaren zeventig met de grond gelijk is gemaakt. De topattractie in Rhyl op dit moment is de 80 meter hoge Rhyl Sky Tower op de promenade. De toren opende zijn deuren in 1993. Op de promenade is tevens het zeer populaire Rhyl Suncentre te vinden, een pretpark voor kinderen, inclusief een indoor zwembad en een aquarium, genaamd SeaQuarium.
Marine Lake was voorheen ook een populaire toeristische attractie met kermisattracties en een dierentuin. Heden ten dage is Marine Lake een watersport club, met een speeltuin en de mogelijkheid om met een stoomtrein om het meer heen te rijden.
In mei 2005 werd er een actie opgezet om de terugvallende toeristenbranche weer wat op peil te brengen door één miljoen buttons naar Japan te sturen met de opdruk "www.rhyl.com" om op die manier de interesse te wekken van de Japanse toeristen. Veel critici vonden het een beter idee om het geld te spenderen om de oude Victoriaanse infrastructuur uit de historie van het dorpje te verbeteren.
Rhyl heeft ook een groot aantal brassbands die de vele toeristen vermaken. De bekendste zijn de Rhyl Silver Band, The Schout and Guide Band en de Salvation Army Band. De Rhyl Silver Band is opgericht in 1878 door een lokale zakenman genaamd Owen Jones. Door de jaren heen heeft de familie van Jones de touwtjes in handen gehouden van de band. De band heeft enkele prestigieuze optredens op zijn conto staan, zo speelden ze in de Royal Albert Hall en mochten ze zelfs de bezoekende koninklijke familie vermaken.
Rhyl heeft in de jaren 1892, 1904, 1953 en 1985 de Eisteddfod georganiseerd, evenals een onofficiële Eisteddfod in 1870. De Eisteddfod is een Welsh festival van literatuur, muziek en zang. De traditie van dit festival, waar alleen artiesten uit Wales optreden, stamt al uit de 12e eeuw toen er een festival over poëzie en muziek werd gehouden.

## Zee en strand
Het zeewater aan het strand in Rhyl is normaal gesproken bruin van kleur, voornamelijk door de vervuiling afkomstig uit de rivier de Clwyd. Het strand is behoorlijk populair gedurende de zomermaanden wanneer er voornamelijk toeristen uit Noordwest-Engeland gebruik komen maken van het strand en de overige attracties aan de zeekust.

## Geboren
- Ruth Ellis (1926-1955), moordenares
- Ched Evans (1988), voetballer

## Bekende personen
Tot de bekendste inwoners van Rhyl behoren Mike Peters, een lid van de band The Alarm, presentatrice Carol Vorderman, filmregisseur Sara Sugarman, zangeres van de voormalige band Steps Lisa Scott Lee en radiopresentator Neil Crud.